# Aglaonema
Aglaonema és un gènere de plantes amb algunes espècies utilitzades com planta d'interior. Consta d'una quarantena d'espècies i són natives dels aiguamolls i boscos plujosos tropicals del sud-est d'Àsia des de Bangladesh a les Filipines incloent el sud de la Xina.
Són plantes herbàcies perennes que fan de 20-150 cm d'alt. Les fulles són de disposició alternada, de lanceolades a estretament ovades, de 10-45 cm de llargada i de 4-16 cm d'amplada. Les seves flors són relativament inconspícues, i presenta espates blanques o blanc-verdoses que donen baies vermelles.
La saba d'aquestes plantes és verinosa, causa irritació en la pell i s'ingereix irrita la boca, els llavis, la gola i la llengua.

## Cultiu i usos
És una planta d'interior popular donat que és molt fàcil de cultivar. Se n'han seleccionat nombrosos cultivars incloent plantes amb variegació de les fulles. Toleren un ampli rang de llum, no necessiten gaire atencions i són relativament resistent a les plagues.
Prefereixen la llum indirecta i l'ombra parcial. No toleren el fred i la seva temperatura òptima de creixement és entre els 20 i els 30 °C. Els cal una humitat relativa alta. Es propaguen fàcilment per esqueix, que arrelen dins un vas d'aigua i per divisió de les plantes.

## Algunes espècies
- Aglaonema acutispathum
- Aglaonema brevispathum
- Aglaonema commutatum
- Aglaonema costatum
- Aglaonema crispum
- Aglaonema flemingianum
- Aglaonema fumeum
- Aglaonema hookerianum
- Aglaonema modestum
- Aglaonema nebulosum
- Aglaonema nitidum
- Aglaonema oblongifolium
- Aglaonema pictum
- Aglaonema roebelinii
- Aglaonema rotundum
- Aglaonema siamense
- Aglaonema simplex
- Ricky adi putra